# Tăcerea pieilor
Tăcerea pieilor (în engleză The Silence of the Hams, în italiană Il silenzio dei prosciutti) este un film de comedie din 1994, scris și regizat de Ezio Greggio. El parodiază mai multe filme de groază, în special Tăcerea mieilor și Psycho, precum și videoclipul piesei Thriller a lui Michael Jackson.
Comedia din această parodie, în afară de a face trimiteri la alte filme ale epocii, este în mare parte determinată de jocuri de cuvinte, glume, erori de continuitate etc. Ca o curiozitate, există o apariție scurtă a lui Mel Brooks în acest film.

## Rezumat
Filmul îl urmărește pe detectivul Jo Dee Foster (interpretat de Billy Zane), la primul său caz. Cazul implică un criminal în serie, căutat pentru mai mult de 120 de crime. În scopul de a găsi criminalul, el trebuie să se ceară ajutorul asasinului condamnat Dr. Animal Cannibal Pizza (Dom DeLuise). Cu toate acestea, în timpul anchetei, prietena lui, Jane Wine (interpretată de Charlene Tilton), este trimisă de către șeful ei să ducă o sumă mare de bani la bancă. În loc să facă acest lucru, ea fuge din oraș cu banii. În timp ce ascundea, ea decide să se odihnească la Motelul Cimitir, care se dovedește  mai târziu a fi un cimitir numit Motel după proprietarul său, Antonio Motel. 
Jo trebuie să apeleze atunci la ajutorul detectivului Balsam (interpretat de Martin Balsam - detectivul particular care o căuta pe Marion Crane în filmul Psycho) și a Dr. Pizza nu numai pentru a găsi criminalul, ci și pe prietena sa. Toate acestea duc până la final la mai multe aventuri care au loc la Motelul Cimitir, răspunzându-se la multe întrebări, inclusiv la întrebări pe care nimeni nu le-a pus. La sfârșitul filmului, Lily (Joanna Pacuła), sora lui Jane, se dovedește a fi bătrânul detectiv Balsam într-o rochie roz, fără mâneci, ras complet la subsuori și purtând accesorii feminine din cauciuc. Criminalul este presupus a fi însuși Alfred Hitchcock, supărat pe cel care și-a bătut joc de filmul lui.

## Distribuție
- Ezio Greggio - Antonio Motel
- Dom DeLuise - Dr. Animal Cannibal Pizza
- Billy Zane - Jo Dee Foster
- Joanna Pacuła - Lily Wine
- Charlene Tilton - Jane Wine
- Martin Balsam - detectivul Martin Balsam
- Stuart Pankin - inspectorul Pete Putrid
- John Astin - șeriful
- Nedra Volz - soția șerifului
- Tony Cox - gardianul de la închisoare
- Mel Brooks - invitat (necreditat)
- Rip Taylor - dl. Laurel, șeful lui Jane
- Phyllis Diller - bătrâna secretară isterică a domnului Laurel
- Shelly Winters - doamna Motel (Mama)
- Bubba Smith - Olaf
- Larry Storch - sergentul
- John Carpenter - omul cu trenci
- Eddie Deezen - cameramanul

## Răspuns critic
"Tăcerea pieilor" a fost criticat aspru de critici și de spectatori pentru că a parodiat filmul Tăcerea mieilor. El are un rating 0% pe situl Rotten Tomatoes, bazat pe opt opinii.